# Veyreau
Veyreau település Franciaországban, Aveyron megyében. Lakosainak száma 129 fő (2022. január 1.). Veyreau Peyreleau, Saint-André-de-Vézines, Lanuéjols, Hures-la-Parade, Meyrueis és Saint-Pierre-des-Tripiers községekkel határos.

## Népesség
A település népessége az elmúlt években az alábbi módon változott:
| Lakosok száma | 140  | 109  | 106  | 122  | 137  | 142  | 137  | 137  | 136  | 129  |
|               | 1968 | 1982 | 1990 | 2006 | 2013 | 2015 | 2017 | 2019 | 2020 | 2022 |